# Московская чёрная (порода кур)
Московская чёрная (англ. Moscow Black) — порода кур.
Вывели эту породу используя кур юрловских, итальянских куропатчатых и нью-гемпширов, учёные-тимирязевцы совместно с работниками Братцевской птицефабрики. Порода (утверждена в 1980 году) получилась мясо-яичная.
Петухи весят 3,5—3,7 кг, взрослые куры 2,4—2,6 кг. Яйценоскость 200 и более яиц массой до 60 г, с коричневой скорлупой. Оплодотворяемость яиц — 89, а выводимость из них 92 %.
Молодки начинают нестись в пять с половиной — шесть месяцев, но насиживать яйца не любят.
Порода с хорошей жизнеспособностью, темпераментом, устойчивостью к болезням. Её с успехом используют для получения гибридной птицы, скрещивая с курами пород леггорн и русская белая. Гибридные несушки за год дают по 250—270 яиц.